# Holbæk Flyveplads
Holbæk flyveplads er en privat flyveplads, som ligger lige nord for landsbyen Ny Hagested. Flyvepladsen ejes af Holbæk Flyveklub.

## Ekstern henvisning
- Holbæk Flyveklub officielle hjemmeside

|  | Denne artikel om en bygning eller et bygningsværk kan blive bedre, hvis der indsættes et (bedre) billede. Du kan hjælpe ved at afsøge Wikimedia Commons for et passende billede eller lægge et op på Wikimedia Commons med en af de tilladte licenser og indsætte det i artiklen. |

55°44′1.95″N 11°36′0.21″Ø / 55.7338750°N 11.6000583°Ø